# Look and Feel

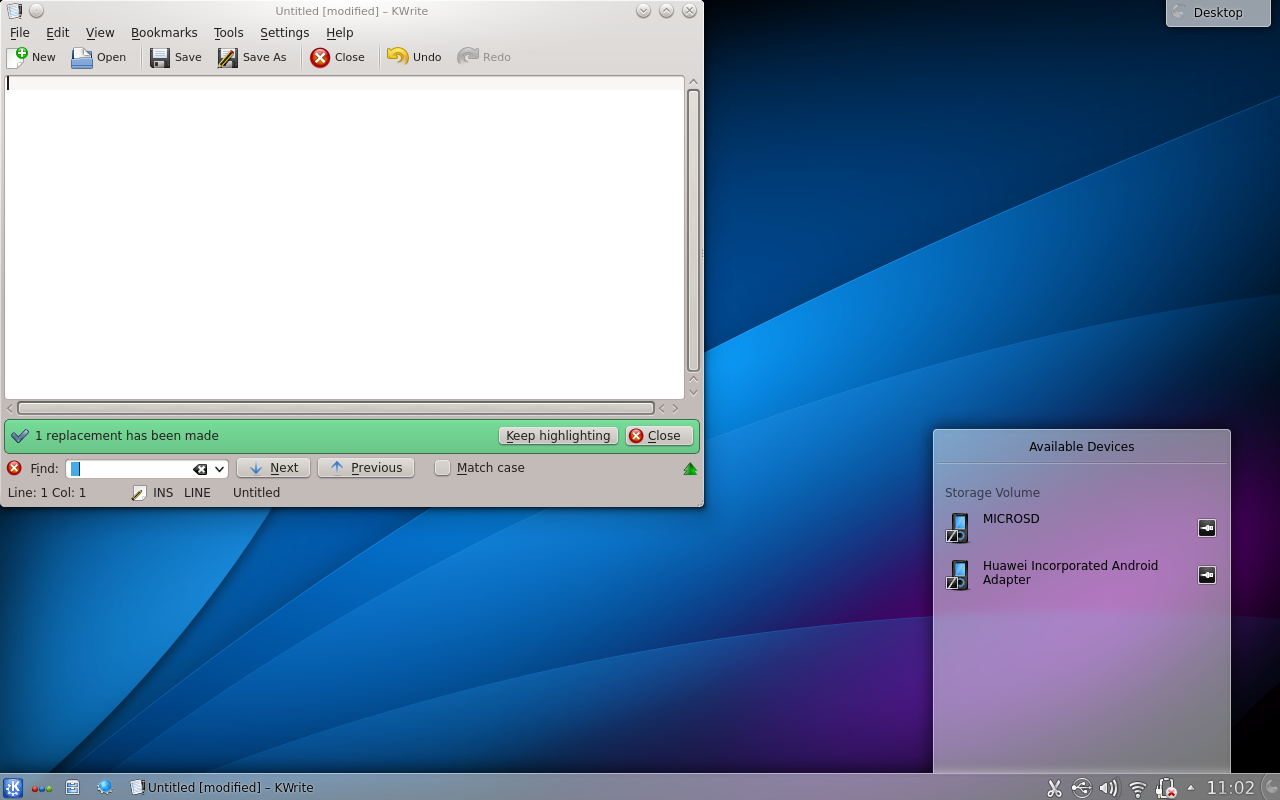
Zu Aussehen und Handhabung vieler Desktops gehört, dass Fenster durch ein oben rechts enthaltenes „X“ schließbar sind.

Der Begriff Look and Feel (LAF; dt. Aussehen und Handhabung, „Anfühlen“, Anmutung) bezeichnet standardisierte audiovisuelle Design-Aspekte von Software mit grafischer Benutzeroberfläche – von Betriebssystemen über Anwendungsprogrammen bis zu Webseiten. Aussehen, Verhalten und Handhabung der Software sind durch Hersteller, Konsortien, Arbeits- und Interessengemeinschaften definiert oder auch standardisiert.
Audiovisuelle Elemente liegen in sogenannten Werkzeugsätzen vor, die zum Entwickeln von Software herangezogen werden können. Dazu gehört unter anderem die Wahl von Flächen, Rahmen, Rändern, Linien, Schriftarten, Symbolen, deren Farben, deren Anordnung und ihre Reaktion auf Benutzeraktionen (Farbwechsel, augenscheinliches Eindrücken von Schaltflächen, Klänge etc.) sowie die Bedienung per Maus, Tastatur und ggf. Spracheingabe.
Dies resultiert in einheitlicher Benutzbarkeit für Endbenutzer und Vereinfachungen für Entwickler. Üblicherweise haben Fenster an der Oberkante eine Titelleiste mit Fenstertitel und einigen Schaltflächen. Beispielsweise wird die Schaltfläche zum Schließen eines Fensters stets einheitlich dargestellt und positioniert. Bei Windows liegt sie am rechten Rand der Titelleiste und zeigt ein X-ähnliches Symbol mit diagonal gekreuzten Linien. Bei macOS liegt die Schließen-Schaltfläche links vom Fenstertitel und wird als (roter) Kreis dargestellt.
Im Bereich der Programmiersprachen mit Grafikbibliotheken zum Programmieren von grafischen Benutzeroberflächen ist beispielsweise Swing, als plattformübergreifende API, zu nennen.

## Ziel
Je komplexer eine Software ist, desto wichtiger ist die intuitive Bedienbarkeit. Ist das Look and Feel gut durchdacht, finden sich die Anwender besser zurecht und können das Programm effizient nutzen, ohne zuvor alle Funktionen einzeln lernen zu müssen; sie fühlen sich mit dem Programm wohl.

## Umgestaltung
Viele Benutzeroberflächen bieten die Möglichkeit, Look and Feel durch die Verwendung sogenannter Skins oder Themes zu verändern. Das kann die benutzerspezifische Selektion von Farbschemata, Schriftarten, -größen oder Stilen sein, aber auch die komplette grafische Veränderung der grafischen Benutzerschnittstelle (z. B. die Simulation der Benutzeroberfläche eines anderen Betriebssystems).